# Niedźwiada (Małdyty)
Pour les articles homonymes, voir Niedźwiada.
Niedźwiada est un village polonais de la voïvodie de Varmie-Mazurie, dans le powiat d'Ostróda.